# 梁頌恆
梁頌恆（りょうしょうこう、英語: Sixtus "Baggio" Leung Chung-hang、1986年8月7日 - ）は、新界東地区から直接選出された元香港立法会議員 であり、香港本土派、香港独立運動、香港民族主義の支持者であり、青年新政の元召集者であり、香港民族陣線の元発言人。
香港華仁書院  と香港城市大学で学び、2007年から2008年にかけて香港城市大学の学生会 の会長を務めた。 青年新政の創設者の一人として、本土主義と民族自決を理念とし、2016年8月に本土民主前線と連合して選挙に出馬した。
12日間の議員で游蕙禎、姚松炎、羅冠聡、劉小麗とともに香港立法院史上最も短い任期の議員となった。

## 背景

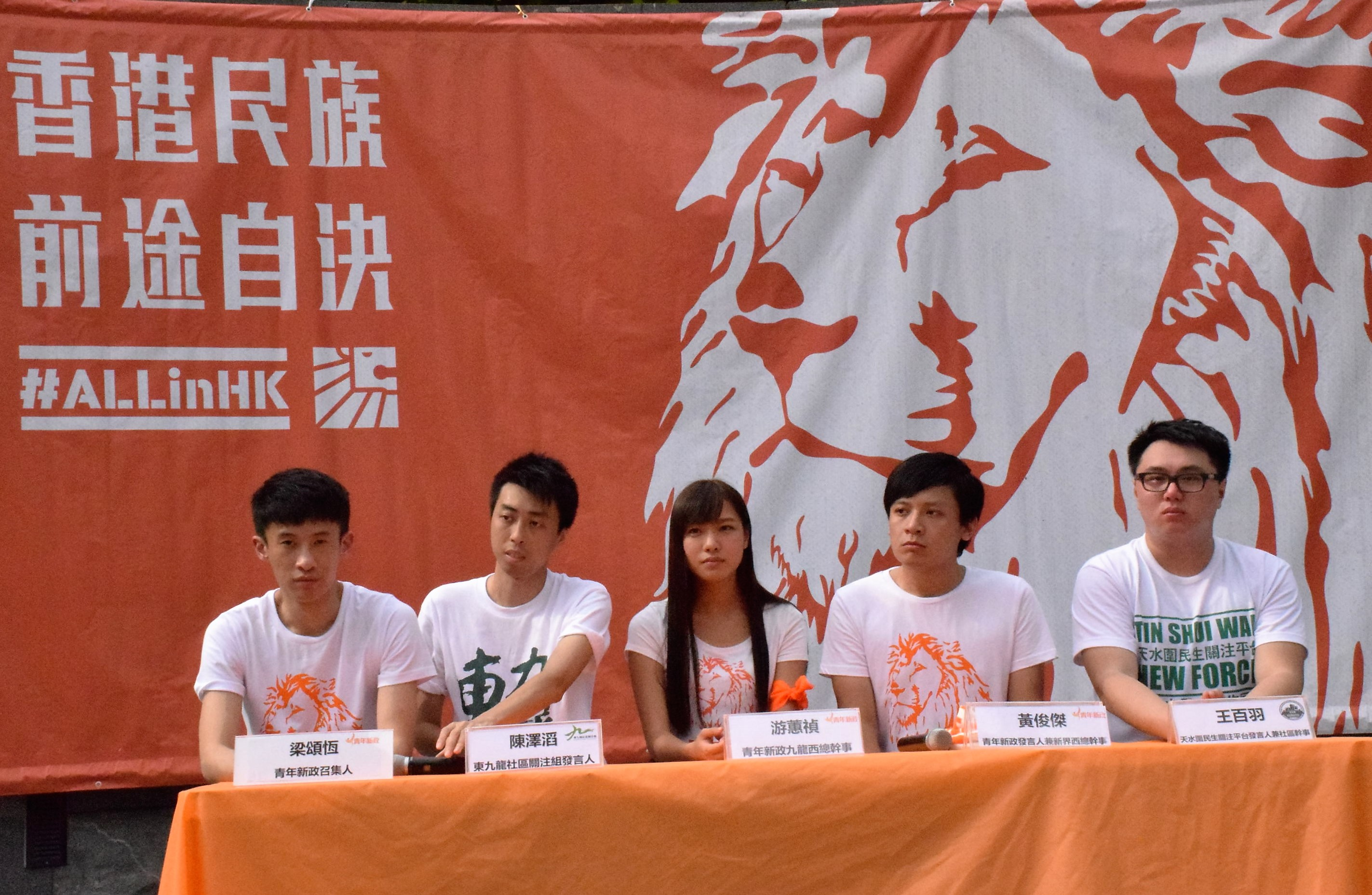
青年新政として立候補する梁頌恆(左端)

梁頌恆は2007年から香港城市大学学生会の執行委員長を務めている。メディアの取材を受け、中央政府駐香港連絡弁公室青年工作部の張学理と会ったことが報じられた。 報告書の中で、梁頌恆は事件を認め、「相手の立場に同意したことはない」と主張している。2015年、梁頌恆は雨傘運動以来の香港本土主義を持つ政治団体、青年新政を設立し、同年末に行われた区議会選挙に立候補した。 選挙後、青年新政は黃埔西の選挙区で議席を獲得し（ただし、当選した鄺葆賢は2016年に党を辞任）、「傘兵」の一人と言われた。

## 略歴
2007年、香港城市大学学生会幹事会会長を務めていた際、香港特別行政区の中央政府駐香港連絡弁公室青年工作部の張学利と面会したとして告発された。ただし、相手の主張には同意していないとしている。
2015年、青年新政を設立。
2016年5月、黃台仰と梁天琦が設立したオンラインメディア「Channel i」で、時事問題番組「新言論政」の司会を始めた。
2016年香港立法会選挙では、当初は新界西に立候補していたが、梁天琦が選管から指名されなかったため、新界東に立候補場所を移し、本土民主前線の元成員である李東昇と名簿を統合し、37,997票を獲得して議席を獲得した。
2016年10月12日、立法会の就任式において、梁頌恆が「Hong Kong is not China」と書かれた横断幕を掲げ、英語の中に広東語を混ぜ「支那」などを英語で読み上げたところ、立法会事務局長の陳維安が「宣誓を無効とし、新たな宣誓を行う必要がある」との判決を下した。
2016年10月18日、梁君彥立法会主席は、梁頌恆、劉小麗、姚松炎、黃定光、劉小麗、游蕙禎らを宣誓無効とし、10月19日に新たな宣誓を行う必要があるとの書面裁定した。 しかし、建制派議員が一斉に会議から退出したため、会議は頓挫し、梁頌恆、游蕙禎、劉小麗は再び宣誓することができなくなってしまった。
2016年11月15日、梁頌恆、游蕙禎は高等法院によって議員資格を失効と判断された。
2016年11月23日、 梁頌恆は「政府の支援を受けた攻撃者からGoogleパスワードを盗み取ろうとする攻撃」を受けた。同じような攻撃は黄之鋒や日本だと仲間均などが受けている。(詳細は中国による浸透工作)
2020年6月20日、梁頌恆は一度は新界東の立法会予備選挙への出馬を示唆したが、香港01公開事件の2日後に立法会選挙への出馬を見送った。同年12月には香港01が梁頌恆はアメリカへ亡命したと報道した。

## 立法会への参選
梁頌恆は当初、2016年香港立法会選挙で黄俊傑に続き新界西で3位となった。 その後、新界東に出馬した梁天琦が選挙委員に指名されなかった可能性があり、新界東に移し、本土民主前線の成員である李東昇と名簿を形成した。
梁天琦の選挙立候補が無効とされた後、梁頌恆は「ALLinHK」を開催。 
この選挙では、梁頌恆が本土民主前線の選挙統括に任命された。 また、梁頌恆は当選した場合、給与や手当などはを本土民主前線の運営支援や逮捕された人々の支援に充てることを約束した。 また、梁頌恆は、本土民主前線の理念を全面的に支持し推進することを表明。
結局、2016年香港立法会選挙の新界東選挙区で、梁頌恆は37,997票で7位の議席を獲得することに成功したが、2月の補欠選挙で梁天琦が獲得した66,524票をすべて獲得したわけではなく、一部の票は陳雲の熱普城に流れた可能性もあった。

## 争議

### 宣誓式

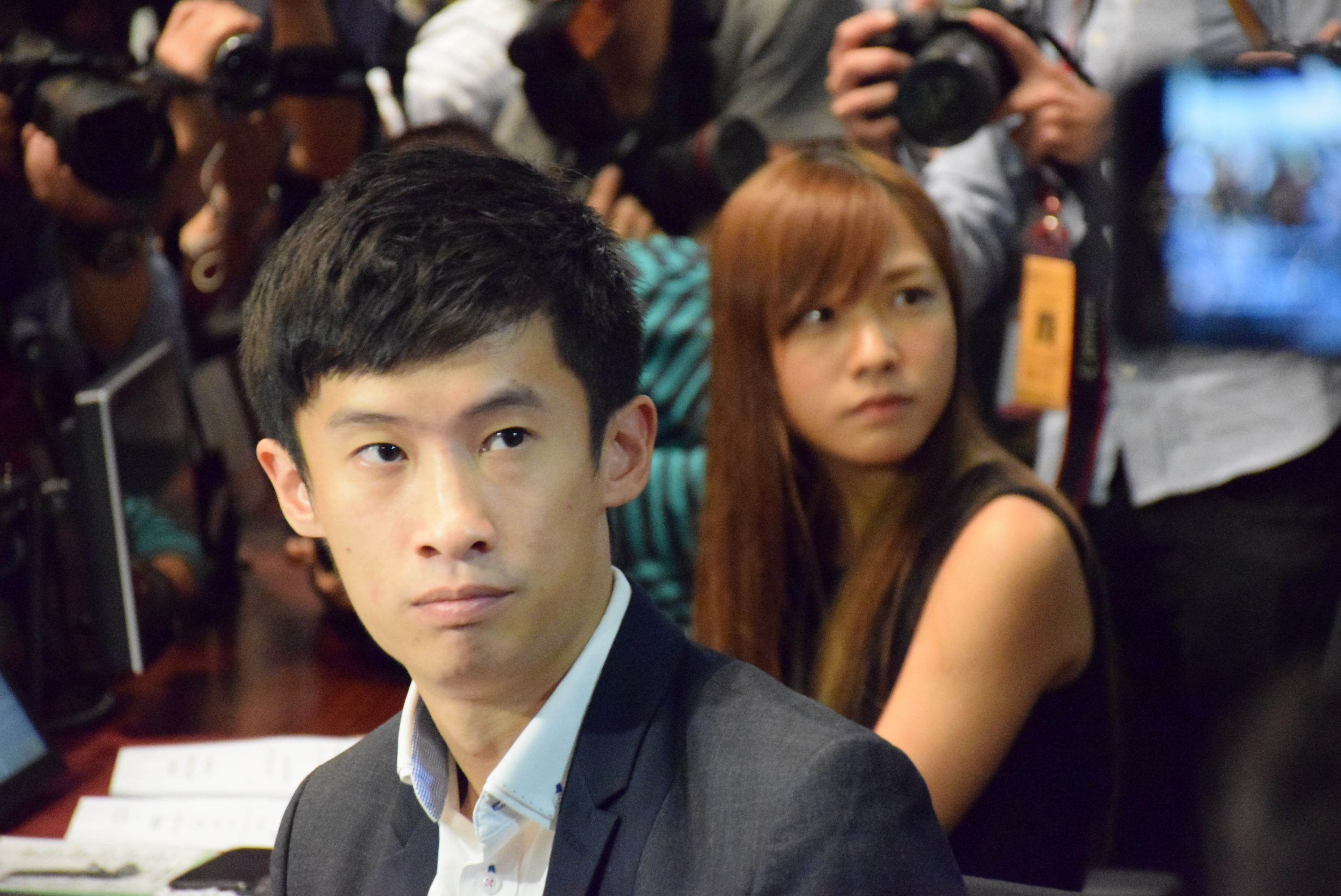
宣誓騒動で失脚した梁頌恆（手前）と游蕙禎

2016年10月12日、立法会の就任式で、梁頌恆はまず「『香港民族』に忠誠を誓い、その利益を守る」と述べた後、「Hong Kong is not China」と書かれた横断幕を掲げた。 「China」という言葉が発音されたとき、彼は英語の中に広東語の「支那」と発音したが、これを梁頌恆は後に「鴨脷洲訛り」と表現した。立法院秘書長の陳維安は、宣誓を無効と裁定し、これは華人に対する侮辱だと社会的な論争を巻き起こした。
後に梁頌恆は、先週の2人の宣誓には「人」は含まれておらず、中国人や香港人を含む誰かを怒らせる意図はなかったと述べ、2人は何も悪いことはしておらず、謝罪もしないと強調した。
2016年10月16日、梁頌恆は時事討論番組「城市論壇」の生放送に出席し、宣誓の日に「支那」という言葉を使ったことが鴨脷洲訛りの問題であると再び主張し、ステージ上の観客から「自分でやったことを認めてる」と批判された。観客の中には、梁頌恆を「撚仲痕」と呼び、銅鑼灣訛りに寛容になれという人もいた。
香港国際関係学者の沈旭暉は、「私たちは皆、子供の頃、このような小学生のいたずらをするのが好きでした。 でも、成長しました。」とコメントした。
11月15日、裁判所は司法審査を支持する判決を下し、梁頌恆と游蕙禎の議員資格が剥奪されたことを宣言し、彼らが立法会議員として活動することを禁止する差し止め命令を出し、立法会議長は彼らが再宣誓する権限がないと判断した。
2017年8月25日、香港終審法院法官は梁頌恆と游蕙禎の主張を聞いた後、彼らの立法会宣誓の有効性に対する控訴許可申請を直接受理しなかったため、昨年の立法会宣誓を行ったことは正式に無効とし、議員資格を取り消した。
2020年9月2日に、2016年11月に立法会会議室を襲撃したことで、不法集会参加の1件の有罪判決を受け、4週間の懲役刑を言い渡した陳嘉信法官は、「有罪判決は適格、刑期も過大ではない」と判断を下し、最終的に控訴を棄却し、梁頌恆は直ちに収監された。

## 海外亡命
2020年12月11日、メディアや香港人亡命組織「避風驛」を通じて、11月30日に香港を出発、翌日には米国に到着、現在はワシントンDCに滞在しており、亡命を申請していることを明らかにした。 ラジオ・フリー・アジアのYouTubeチャンネルは、「家族との関係を一切絶った」「9月末に釈放された後、尾行を恐れて香港を離れることにした」という梁頌恆のインタビュー映像を公開した。 彼は、1997年以降に生まれた香港人でBNOパスポートを持っていないので、米国が亡命を受理を希望している。。
これに先立ち、宣誓問題で議席を剥奪された梁頌恆は、93万香港ドルの返還を香港立法会に命じられました。 梁頌恆が払えないとしたため、2021年1月6日に香港高等裁判所から正式に破産命令が出されました。 香港立法会条例の第39条によると、破産命令の終結から5年間（つまり開始から9年間）は、梁頌恆は立法会の選挙に立候補できない。
2020年12月27日に過去に香港独立を主張していたことから香港国家安全法で指名手配となった。